# Tianyulong confuciusi
Tianyulong confuciusi es la única especie conocida del género extinto  Tianyulong  (zh. “dragón del Museo de la Naturaleza Shandong Tianyu”) de dinosaurio ornitisquio heterodontosáurido, que vivió a fianles del período Jurásico, hace aproximadamente 158,5 millones de años, durante el Kimmeridgiense, en lo que es hoy Asia. Es notable por la fila de largas estructuras integumentarias filamentosas evidentes en la parte posterior, la cola y el cuello del fósil. La semejanza de estas estructuras con las encontradas en alguno terópodos derivados apoya su homología con las plumas y aumenta la posibilidad de que cubrieran a los dinosaurios más tempranos y a sus antepasados, estructuras filamentosas cutáneas análogas que se pueden considerar como plumas primitivas.

## Descripción
STMN 26-3 consta de un esqueleto incompleto que conserva un cráneo y una mandíbula parciales, vértebras presacras parciales, vértebras caudales proximales y medias, escápula derecha casi completa , ambos húmeros , el extremo proximal del cúbito izquierdo, pubis parcial , ambos isquiones , ambos fémures , la tibia derecha y el peroné y el pie, así como restos de estructuras tegumentarias filamentosas largas, singulares y no ramificadas. El holotipo es de un individuo del subadulto que midió probablemente 70 centímetros de longitud basada en las proporciones del género relacionado sudafricano Heterodontosaurus.  Sin embargo, Tianyulong tenía proporciones inusuales en comparación con otros heterodontosáuridos. La cabeza era grande y las patas y la cola largas, pero el cuello y las extremidades anteriores eran cortos. Tianyulong tiene una fila de estructuras tegumentarias largas y filamentosas en la espalda, la cola y el cuello del espécimen. La similitud de estas estructuras con las encontradas en algunos terópodos sugiere su homología con las plumas y plantea la posibilidad de que los primeros dinosaurios y sus ancestros estuvieran cubiertos con estructuras filamentosas dérmicas homólogas que pueden considerarse plumas primitivas o "proto-plumas".

Diagramas de cráneo de Heterodontosaurus y Tianyulong

Las estructuras integumentarias filamentosas se preservan en tres áreas del fósil: en un remiendo apenas debajo del cuello, otro en la parte posterior, y el más grande sobre la cola. Los filamentos huecos son paralelos a y son simples sin evidencia de ramificación. También aparecen ser relativamente rígidos, haciéndolos más análogos a las estructuras integumentarias encontradas en la cola de Psittacosaurus que a estructuras tipo proto-plumas encontradas en aves y en terópodos no avianos. Entre los terópodos, las estructuras en Tianyulong son más similar a las proto-plumas no ramificado singulares de Sinosauropteryx y Beipiaosaurus. La longitud estimada de las estructuras integumentarias en la cola es cerca de 60 milímetros que es siete veces la altura de una vértebra caudal. Su longitud y naturaleza hueca argumentan contra que sean estructuras subdermales tales como fibras de colágeno. 
Tales estructuras cutáneas se han informado previamente solamente en terópodos y ornitisquios derivados, y su descubrimiento en Tianyulong amplía la existencia de tales estructuras más abajo en el árbol filogenético. Sin embargo, la homología entre los filamentos de los ornitisquioos y las proto-plumas de los terópodos no es obvio. Si se apoya la homología, la consecuencia es que las estructuras de tipo pluma cubrieron al antepasado común de ambos saurisquios y los ornitisquios y que los grupos para los cuales la impresión de la piel se conoce por ejemplo los saurópodos eran implumes secundario. Si la homología no se apoya, indicaría que estas estructuras cutáneas filamentosas desarrolladas independientemente en saurisquios y ornitisquios, así como en otros arcosaurios por ejemplo los pterosaurios. Los autores, en información suplementaria a su artículo primario, observaron que el descubrimiento de estructuras filamentosas similares en el terópodo Beipiaosaurus alentó la idea esa las estructuras en Tianyulong sean homóloga con las plumas. Ambos los filamentos de Tianyulong y los filamentos de Beipiaosaurus eran largos, simples, y no ramificado. En Beipiaosaurus, sin embargo, los filamentos fueron aplanados. En Tianyulong, los filamentos eran redondeados en la sección y por lo tanto más cerca en estructura a las formas más tempranas de plumas predicha por los modelos de desarrollo.

## Descubrimiento e investigación

El esqueleto holotipo, STMN 26-3

La única especie y tipo es T. confuciusi, cuyos restos se han encontrado en el condado de Jianchang, oeste de Liaoning, China, de una formación geológica que se consideró inicialmente perteneciente al Grupo Jehol y datada en el Cretácico Inferior. El fósil se recolectó en una localidad traducida como Linglengta o Linglongta. Lu et al. en 2010, informaron que estos lechos eran en realidad parte de la Formación Tiaojishan, que data del período Jurásico tardío hace al menos 158,5 millones de años.
El holotipo, STMN 26-3, consiste en un esqueleto incompleto que preserva un cráneo y una mandíbula parcial, las vértebras presacras parciales, las vértebras caudales próximoales y medias, omóplato derecho casi completo, ambos húmeros, el extremo próximo del cúbito izquierdo, los pubis parciales, ambos isquiones, ambos fémures, la tibia y el peroné derecho y los pies, así como los restos de largas, singulares y no ramificado estructuras integumentarias filamentosas. Otro espécimen, IVPP V17090, se describió en 2012. Al menos otros cuatro especímenes permanecen sin describir.

## Clasificación
Tianyulong se clasifica como un heterodontosáurido, un grupo de pequeños dinosaurios ornitisquios caracterizado por un cuerpo delgado, la cola larga y un par de caninos agrandados como los colmillos. Eran herbívoros o posiblemente omnívoros. Hasta el descubrimiento de Tianyulong, los miembros conocidos del grupo de restringían al Jurásico Inferior de Sudáfrica y Norteamérica, con posiblemente un género adicional, Echinodon, del Cretácico Inferior de Inglaterra. Tianyulong prolonga su rango geográfico a Asia.

### Filogenia
El cladograma a continuación sigue el análisis de Butler et al. , 2011.

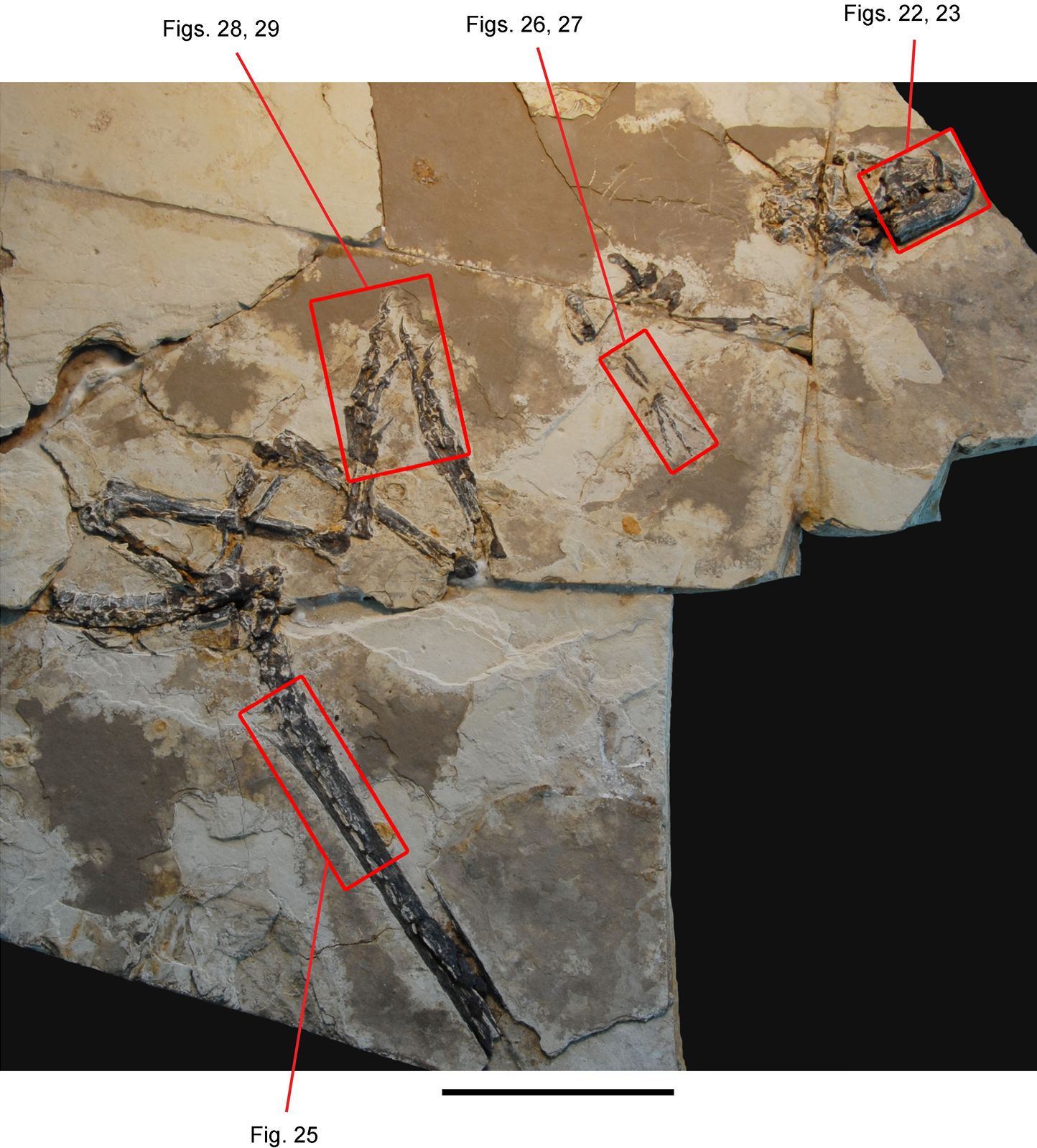
Ejemplar IVPP V17090, hocico, mano, patas y cola enmarcados en rojo

|  | NHM RU A100       |
|  |                   |
|  | Heterodontosaurus |
|  |                   |
|  | Lycorhinus        |
|  |                   |

|  | Fruitadens |
|  |            |
|  | Tianyulong |
|  |            |

|  | NHM RU A100       |
|  |                   |
|  | Heterodontosaurus |
|  |                   |
|  | Lycorhinus        |
|  |                   |

|  | Fruitadens |
|  |            |
|  | Tianyulong |
|  |            |

|  | NHM RU A100       |
|  |                   |
|  | Heterodontosaurus |
|  |                   |
|  | Lycorhinus        |
|  |                   |

|  | Fruitadens |
|  |            |
|  | Tianyulong |
|  |            |

|  | NHM RU A100       |
|  |                   |
|  | Heterodontosaurus |
|  |                   |
|  | Lycorhinus        |
|  |                   |

|  | Fruitadens |
|  |            |
|  | Tianyulong |
|  |            |

## Paleobiología
Las estructuras tegumentarias filamentosas se conservan en tres áreas del fósil, en un parche justo debajo del cuello, otro en la espalda y el más grande sobre la cola. Los filamentos huecos son paralelos entre sí y son singulares sin evidencia de ramificación. También parecen ser relativamente rígidos, lo que los hace más análogos a las estructuras tegumentarias que se encuentran en la cola de Psittacosaurus, que a las estructuras de protoplumas que se encuentran en los terópodos aviares y no aviares. Entre los terópodos, las estructuras en Tianyulong son más similares a las singulares proto-plumas no ramificadas de Sinosauropteryx y Beipiaosaurus. La longitud estimada de las estructuras tegumentarias de la cola es de unos 60 mm, siete veces la altura de una vértebra caudal. Su longitud y naturaleza hueca argumentan en contra de que sean estructuras subdérmicas como las fibras de colágeno. Tales estructuras dérmicas se han informado previamente solo en terópodos y ornitisquios derivados, y su descubrimiento en Tianyulong extiende la existencia de tales estructuras más abajo en el árbol filogenético. Sin embargo, la homología entre los filamentos de los ornitisquios y las protoplumas de los terópodos no es evidente. Si se respalda la homología, la consecuencia es que el ancestro común de los saurisquios y los ornitisquios estaba cubierto por estructuras parecidas a plumas, y que los grupos por los que se conocen impresiones en la piel, como los saurópodos, solo estaban secundariamente sin plumas. Si no se respalda la homología, indicaría que estas estructuras dérmicas filamentosas evolucionaron de forma independiente en saurisquios y ornitisquios, así como en otros arcosaurios como los pterosaurios. Los autores, en información complementaria a su artículo principal, señalaron que el descubrimiento de estructuras filamentosas similares en el terópodo Beipiaosaurus reforzó la idea de que las estructuras de Tianyulong son homólogas a las plumas. Tanto los filamentos de Tianyulong como los filamentos de Beipiaosaurus eran largos, singulares y no ramificados. En Beipiaosaurus , sin embargo, los filamentos estaban aplanados. En Tianyulong, los filamentos tenían una sección transversal redonda y, por lo tanto, tenían una estructura más cercana a las primeras formas de plumas predichas por los modelos de desarrollo. Un estudio publicado en la revista Biology Letters probó rigurosamente la hipótesis de que las protoplumas son plesiomorfas a los dinosaurios. Los resultados apoyaron la hipótesis de que las escamas son plesiomorfas para los dinosaurios. Si bien es cierto que la queratina beta de las plumas está presente en las escamas de los cocodrilos en el desarrollo embrionario, no respalda la probabilidad máxima de que las protoplumas sean plesiomorfas.